# Lost Stories

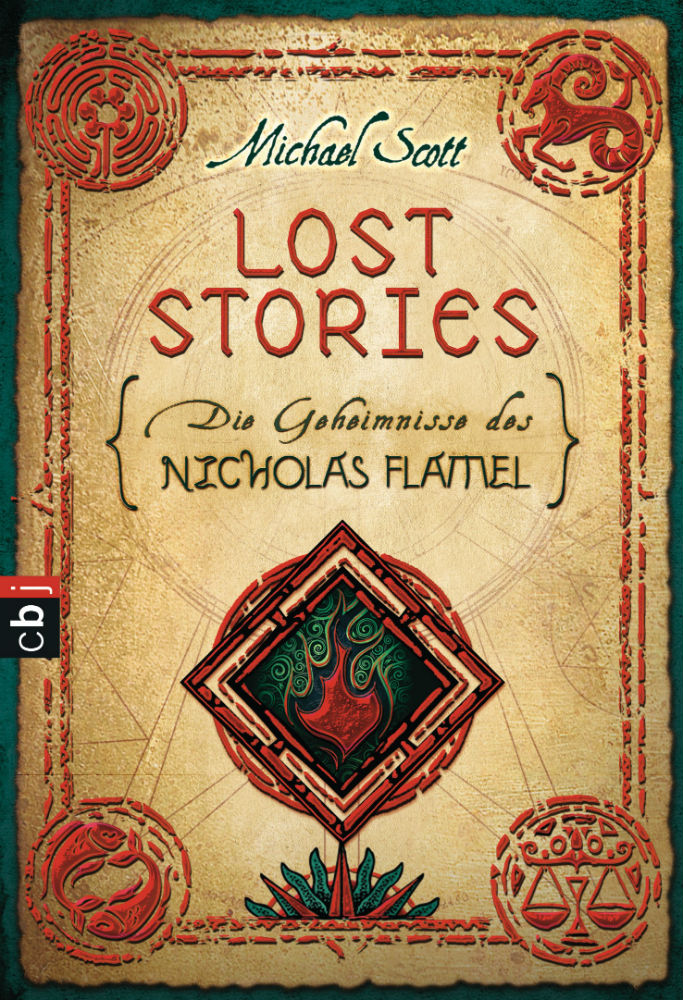
Cover der deutschen Erstausgabe

Lost Stories (im Original The Lost Stories, englisch für „Die verlorenen Geschichten“) ist der Titel einer losen Sammlung von kurzen Erzählungen des irischen Autors Michael Scott. Es handelt sich um einen Ableger der Fantasy-Buchreihe Die Geheimnisse des Nicholas Flamel. Die Erzählungen haben nicht direkt mit der Haupthandlung zu tun, sondern erzählen Ereignisse aus dem Leben einiger Figuren der Serie. 
Während der Veröffentlichung der Buchreihe erschienen bereits zwei Erzählungen als E-Books, The Death of Joan of Arc (2010) und Billy the Kid and the Vampyres of Vegas (2011). Im Oktober 2015 wurden diese unter dem Titel Lost Stories auf Deutsch als Taschenbuch bei cbj veröffentlicht. Ab September 2020 erschienen sechs weitere E-Books, im November 2021 der Sammelband The Lost Stories Collection.

## Der Tod der Johanna von Orléans

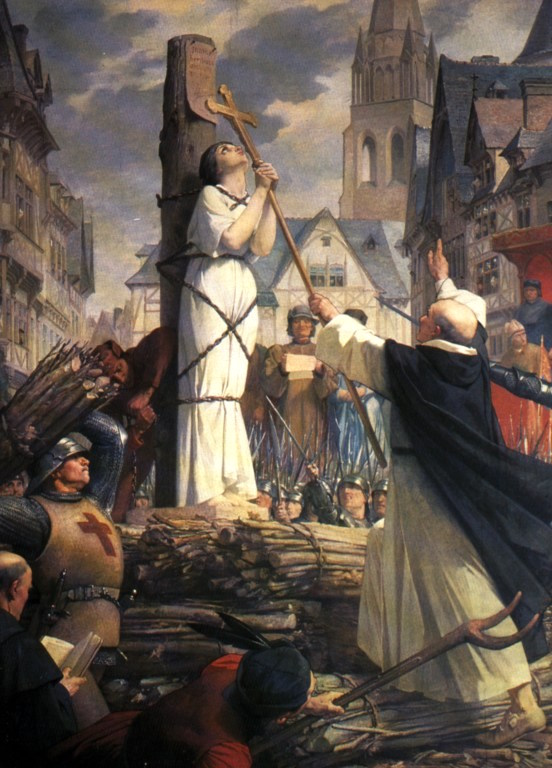
Johanna von Orléans soll hingerichtet werden

Der Tod der Johanna von Orléans (Originaltitel: The Death of Joan of Arc: A Lost Story from The Secrets of the Immortal Nicholas Flamel) erschien am 24. August 2010 bei Delacorte Press (Random House, USA), war aber für angemeldete Benutzer des offiziellen FanForums bereits am 25. Dezember 2009 kostenlos verfügbar. Das E-Book umfasst 25 Seiten und wird vom englischen Offizier William von York im Rahmen seines Testaments erzählt.
Die Geschichte spielt am 31. Mai 1431 in Rouen und wird in Band 2 der Haupterzählung kurz angesprochen. Die Figuren Scathach und Johanna von Orléans kommen auch dort vor, neu ist William von York.

### Handlung
William von York befiehlt in Rouen die Wachen, die jegliche Störung der Hinrichtung der Jungfrau von Orléans verhindern sollen. Doch kurz vor der Exekution nähert sich eine einzelne Reiterin der Stadt. Den Wachen gelingt es nicht, sie zu töten oder aufzuhalten.
Die Reiterin ist Scathach. Sie dringt in Rouen ein, kämpft allein gegen alle Soldaten und befreit schließlich die gefangene Johanna von Orléans vom Scheiterhaufen. Ohne dass jemand etwas ausrichten kann, verlassen die beiden Frauen beinahe unbeschadet die Stadt und verschwinden.
Daraufhin werden alle Augenzeugen gewarnt, dass sie als Ketzer verbrannt würden, sollten sie über das Gesehene sprechen. An der Stelle von Johanna von Orléans wird eine andere Frau hingerichtet. William von York bekommt Gewissensbisse und kehrt in seine Heimat England zurück. Erst in seinem Testament („am 13. Tag im Jahr des Herrn 1481“) bricht er das Schweigen.

### Neue Figuren
- William von York: Der englische Bogenschütze kämpfte einst gegen Frankreich, unterstützt von seinem jüngsten Sohn William. Sein ältester Sohn ist Richard, seine Tochter ist 19 Jahre alt. William von York war 1431 in Rouen ein Zeuge der Hinrichtung von Johanna von Orléans, wobei er mit ansah, wie diese von Scathach befreit wurde, woraufhin er die Armee verließ. Er starb am 13. Oktober 1481 im Alter von 70 Jahren.

### Hintergrund
Die Geschichte war das erste Werk in der Geschichte des Verlags, das ausschließlich als E-Book veröffentlicht wurde.

## Billy the Kid und die Vampire von Las Vegas

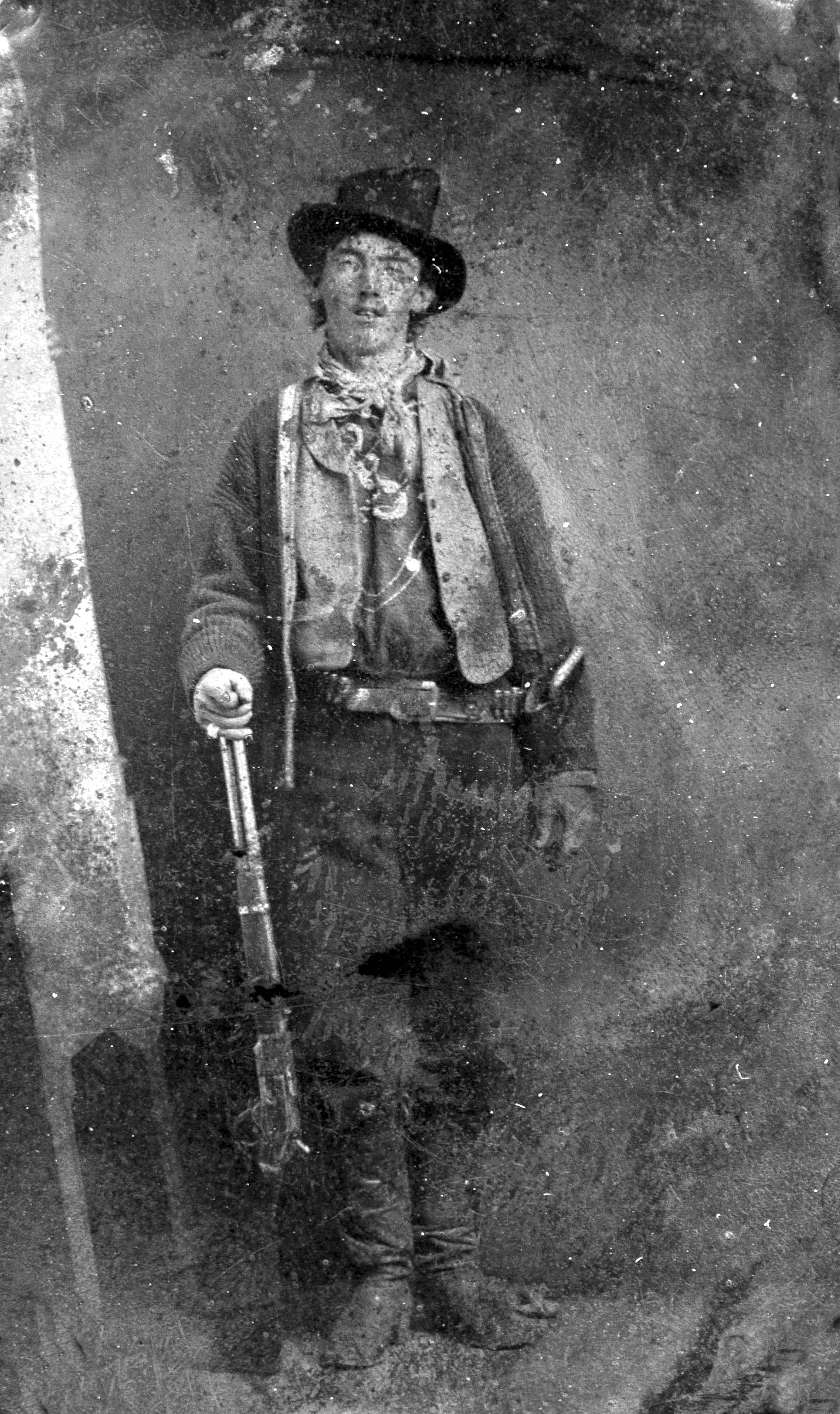
Fotografie von Billy the Kid

Billy the Kid und die Vampire von Las Vegas (Originaltitel: Billy the Kid and the Vampyres of Vegas: A Lost Story from The Secrets of the Immortal Nicholas Flamel) erschien am 22. November 2011 bei Delacorte Press (Random House, USA). Das Buch umfasst 56 Seiten, eingeteilt in 19 Kapitel und einen Prolog („aus Notes & Scraps, dem Tagebuch von Billy the Kid“).
Die Geschichte spielt einige Jahre vor dem ersten Band der Haupterzählung („möglicherweise im September 2005“). Die Figuren Scathach, Billy the Kid, Morrigan, Quetzalcoatl und die Cucubuths kommen auch dort vor, neu sind Cuchulain/Setanta, der dort erwähnt wurde, und die Vampyre.

### Handlung
Scathach droht dem Älteren Quetzalcoatl, sein Schattenreich zu zerstören, wenn er ihr nicht die Büchse der Pandora aushändigt, die sich in seinem Besitz befindet. Der Ältere kommt ihrem Wunsch nach und sendet seinen Diener Billy the Kid mit der Büchse zu Scathach. Die Kriegerprinzessin erhält unterdessen einen geheimnisvollen Anruf, in dem ihr einstiger Geliebter Cuchulain, den sie für tot hielt, sie um Hilfe bittet, da er sich in der Gewalt der Vampyre von Vegas befände.
Als Billy the Kid Scathach die Büchse der Pandora übergibt, engagiert sie ihn kurzerhand als Chauffeur, um sie nach Las Vegas zu bringen. Nach längerer Fahrt treffen sie auf eine Gruppe Cucubuths, die die beiden allerdings mit Leichtigkeit besiegen. In Las Vegas begegnen sie der Krähengöttin Morrigan, die Scathach ihren nahen Tod voraussagt und ihr daraufhin die Adresse eines Hotels gibt, zu dem sie fahren solle. Billy will Scathach unterstützen und begibt sich daher in den Eingangsbereich des Hotels, während die Schattenhafte mithilfe einer Manrikigusari an der Fassade hochklettert. Er muss sich gegen eine Armee von Vampyren und Cucubuths verteidigen. Im fünfzigsten Stock des Hotels findet Scathach Cuchulain vor und will ihn befreien – doch dieser erklärt, zu seinem Ursprungsnamen Setanta zurückgekehrt zu sein und der Herr der Vampyr-Armee zu sein.
Als Cuchulain vor Tausenden von Jahren gegen die Armee der Hexenkönigin kämpfte, kamen Scathach und Aoife zu spät, um ihm zu helfen und hielten ihn dann für tot. Doch die Morrigan brachte ihn ins Schattenreich Tir na nOg, wo er vom Älteren Crom Cruach unsterblich gemacht wurde und diesem lange Zeit dienen musste. Als Herr der Vampyr- und Cucubuth-Armee suchte er nach Scathach, um sich an ihr für ihren „Verrat“ zu rächen. Quetzalcoatl bot ihm an, ihm Scathachs Aufenthaltsort zu verraten, wenn er seine Armeen zur richtigen Zeit auf San Francisco und Los Angeles loslasse. Darauf lockte Setanta Scathach in die Falle.
Mit dem tödlichen Speer Gáe Bolga will er die Kriegerin nach längerem Kampf töten, doch sie fängt den Speer im Flug auf und tötet Setanta damit. Billy the Kid unterdessen ist den Vampyren entgangen, da es im letzten Moment Morgen wurde. Zusammen beschließen sie, in nächster Zeit das Tir na nOg aufzusuchen und die Büchse der Pandora dort zu öffnen.

### Neue Figuren
- Cuchulain/Setanta: Er wurde von Scathach ausgebildet, die sich in ihn verliebte. Doch er verliebte sich in ihre Schwester Aoife. Als er in der Schlacht von Ulster fiel, bekämpften sich Scathach und Aoife. Doch Cuchulain wurde kurz vor seinem Tod von der Morrigan zu Crom Cruach gebracht, der ihn unsterblich machte und dem er tausend Jahre dienen musste. Von da an nannte er sich Setanta und wollte sich an Scathach rächen, von der er sich betrogen fühlte. Er stellt in Las Vegas eine Armee von Vampyren und Cucubuths auf, mit denen er die Westküste Amerikas kontrollieren will, und lockt Scathach zu sich, die ihn jedoch besiegt und mit dem Gáe Bolga tötet.
- Vampyre: Sie sind blutsaugende Vampire.

## Weitere Geschichten ab 2020
- Nicholas Flamel and the Codex (September 2020)
- Machiavelli: Guardian of Paris (Oktober 2020)
- Aoife and Scathach, Shadow Twins (November 2020), bestehend aus 
  - Aoife of the Shadows
  - Scathach the Shadow in the Land of Youth (alternativ: Scathach the Shadow and the Clan of Eriu)
- Nicholas and the Krampus (Januar 2021)
- Virginia Dare and the Ratcatcher (März 2021)
- The Ballad of Black Hawk and Billy the Kid (Juli 2021)

## Ausgaben
- Michael Scott: The Death of Joan of Arc. Delacorte Books for Young Readers, 2010, ISBN 978-0-375-89992-8 (amerikanisches Englisch).
- Michael Scott: Billy the Kid and the Vampyres of Vegas. Delacorte Books for Young Readers, 2011, ISBN 978-0-307-97555-3 (amerikanisches Englisch).
- Michael Scott: Lost Stories. cbj, München 2015, ISBN 978-3-570-40299-3 (Originaltitel: Joan Arc / Billy the Kid. Übersetzt von Ursula Höfker).
- Michael Scott: Nicholas Flamel and the Codex. Delacorte Press, 2020, ISBN 978-0-449-81920-3 (amerikanisches Englisch).
- Michael Scott: Machiavelli: Guardian of Paris. Delacorte Press, 2020, ISBN 978-0-449-81924-1 (amerikanisches Englisch).
- Michael Scott: Aoife and Scathach, Shadow Twins. Delacorte Press, 2020, ISBN 978-0-449-81918-0 (amerikanisches Englisch).
- Michael Scott: Nicholas and the Krampus. Delacorte Press, 2021, ISBN 978-0-449-81917-3 (amerikanisches Englisch).
- Michael Scott: Virginia Dare and the Ratcatcher. Delacorte Press, 2021, ISBN 978-0-449-81921-0 (amerikanisches Englisch).
- Michael Scott: The Ballad of Black Hawk and Billy the Kid. Delacorte Press, 2021, ISBN 978-0-449-81926-5 (amerikanisches Englisch).
- Michael Scott: The Secrets of the Immortal Nicholas Flamel: The Lost Stories Collection. Delacorte Press, 2021, ISBN 978-0-593-37690-4.

## Hörbuch
Ein englisches Hörbuch zu Lost Stories Collection erschien 2021 bei Listening Library. Es wurde von Alan Kelly gelesen.

## Belege
1. ↑  Ankündigung auf der offiziellen Fansite. Abgerufen am 4. Mai 2012 (englisch).
2. ↑  Pressemitteilung. PR Newswire, 24. August 2010, abgerufen am 12. August 2012.
3. ↑  The Secrets of the Immortal Nicholas Flamel: The Lost Stories Collection by Michael Scott. Audio. In: PenguinRandomHouse.com. Abgerufen am 26. Februar 2023 (amerikanisches Englisch).